# Karl Holmberg
Karl „Kalle“ Albin Elis Holmberg (* 3. März 1993 in Örebro) ist ein schwedischer Fußballspieler. Der Stürmer spielte ab 2011 in der Allsvenskan und wurde dort 2017 mit 14 Saisontoren Torschützenkönig der schwedischen Meisterschaft. Im folgenden Jahr debütierte er daraufhin in der schwedischen A-Nationalmannschaft. Seit Juni 2023 spielt er bei Örebro SK.

## Werdegang
Holmberg spielte in der Jugend bei Rynninge IK. Später debütierte er für den unterklassig antretenden Karlslunds IF im Erwachsenenbereich und machte damit höherklassig auf sich aufmerksam. Im Frühsommer 2009 lieh Örebro SK den Spieler bis zum Jahresende aus, der anschließend in der fünften Liga für die Reservemannschaft auflief. Nach einer Spielzeit mit 21 Spieleinsätzen für Karlslunds IF in der vierten Liga, während der er sich in den schwedischen Nachwuchsnationalmannschaften festsetzte, wechselte er Anfang 2011 zu Örebro SK. Bereits im November 2010 hatte er gemeinsam mit dem Göteborger Talent William Atashkadeh einen Vertrag bei ÖSK unterzeichnet.
Zunächst spielte Holmberg bei Örebro SK hauptsächlich in der Reservemannschaft, am Ende der Spielzeit 2011 stand lediglich ein Kurzeinsatz als Einwechselspieler für ihn zu Buche. Im folgenden Jahr setzte er sich im Erstliga-Kader fest und kam zu insgesamt 25 Spielen in der Allsvenskan im Saisonverlauf, am Saisonende stieg er jedoch mit dem Klub in die zweitklassige Superettan ab. Dort avancierte er unter Trainer Per-Ola Ljung endgültig zum Stammspieler und war in allen 30 Saisonspielen am Ball, mit zehn Saisontoren war er als vereinsintern hinter Shpëtim Hasani zweitbester Torschütze maßgeblich am Wiederaufstieg als Tabellenzweiter beteiligt. In der Folge verlängerte der Klub im März 2014 vor Beginn der Spielzeit 2014 seinen zum Jahresende auslaufenden Vertrag vorzeitig. In der ersten Liga schwankte er zwischen Startformation und Ersatzbank: so bestritt er in der Spielzeit 2015 zwar alle 30 Saisonspiele, war aber nur in 17 Spielen erste Wahl.
Ende Juli 2016 wechselte Holmberg mit Öffnung der Sommerwechselperiode innerhalb der Allsvenskan zum amtierenden Meister IFK Norrköping, dort unterschrieb der Angreifer einen Vertrag mit dreieinhalb Jahren Laufzeit. In der Spielzeit 2017 trat er als regelmäßiger Torschütze in Erscheinung, mit 14 Saisontoren krönte er sich gleichauf mit Magnus Eriksson von Djurgårdens IF Fotbollsförening zum Torschützenkönig der schwedischen Meisterschaft. Zwar verpasste er mit dem Klub als Tabellensechster die Qualifikation für den Europapokal, Nationaltrainer Janne Andersson honorierte jedoch seine Leistungen und nominierte ihn für die Länderspielreise der schwedischen A-Nationalmannschaft im Januar 2018 nach Abu Dhabi. Anlässlich seines Debüts beim 1:1-Unentschieden gegen Estland am 7. Januar trug er sich direkt in die Torschützenliste ein.
Holmberg wechselte 2020 zum Ligarivalen Djurgårdens IF. In seinem dritten Jahr dort kam er nur noch unregelmäßig zum Einsatz und verließ anschließend nach Ablauf der Saison Ende 2022 den Verein. Im Januar 2023 schloss er sich daraufhin in Malta Ħamrun Spartans an. Mit dem Verein konnte er bis zum Sommer 2023 die maltesische Meisterschaft gewinnen. Im Juni 2023 kehrte er zu Örebro SK in die zweite schwedische Liga zurück.